# Hubert Bindels
Hubert Bindels (ur. 8 sierpnia 1958 w Elsenborn) – belgijski zapaśnik walczący w stylu wolnym. Olimpijczyk z Seulu 1988, gdzie zajął dwunaste miejsce wadze półciężkiej.
Siódmy na mistrzostwach Europy w 1984 i 1988 roku.

## Turniej wSeulu 1988
| Konkurencja      | Walki                       | Walki                 | Walki                     | Walki                  | Klas. końcowa |
| Konkurencja      | Przeciwnik I                | Przeciwnik II         | Przeciwnik III            | Przeciwnik IV          | Miejsce       |
| ---------------- | --------------------------- | --------------------- | ------------------------- | ---------------------- | ------------- |
| 90 kg styl wolny | Roberto Neves Filho (BRA) Z | Reuben Tucker (GUM) Z | Dzewegijn Düwczin (MGL) P | Rumen Ałabakow (BUL) P | 12.           |